# Atelier Munsteiner
Das Atelier Munsteiner ist ein Familienbetrieb von Edelsteinschleifern und Schmuckgestaltern in Stipshausen in Rheinland-Pfalz, nahe Idar-Oberstein. Die Werkstatt wird von der Familie Munsteiner betrieben und ist international bekannt.

## Familienmitglieder
Bernd Munsteiner (* 1943 in Mörschied) ist Edelsteinschleifer, 1957–1960 ausgebildet bei seinem Vater Viktor Munsteiner. Er studierte von 1962 bis 1966 an der FH für Gestaltung in Pforzheim und schloss als staatlich geprüfter Gestalter für Edelsteine und Schmuck ab. 1973 gründete er das Atelier in Stipshausen.
Tom Munsteiner (* 1969 in Bernkastel-Kues † Ende Dezember 2023 in Stipshausen) war Edelsteinschleifer und Gemmologe. Er wurde von 1985 bis 1989 im elterlichen Betrieb zum Edelsteinschleifer ausgebildet, anschließend absolvierte er bis 1991 eine Ausbildung zum Gemmologen. 1995 legte er die Meisterprüfung zum Edelsteinschleifer ab. Er war staatlich geprüfter Gestalter im Handwerk für Edelsteine und Schmuck. Tom Munsteiner gestaltete auch Fenster.
Jutta Munsteiner (* 1968 in Hermeskeil) ist Goldschmiedin.

## Werke (Auswahl)

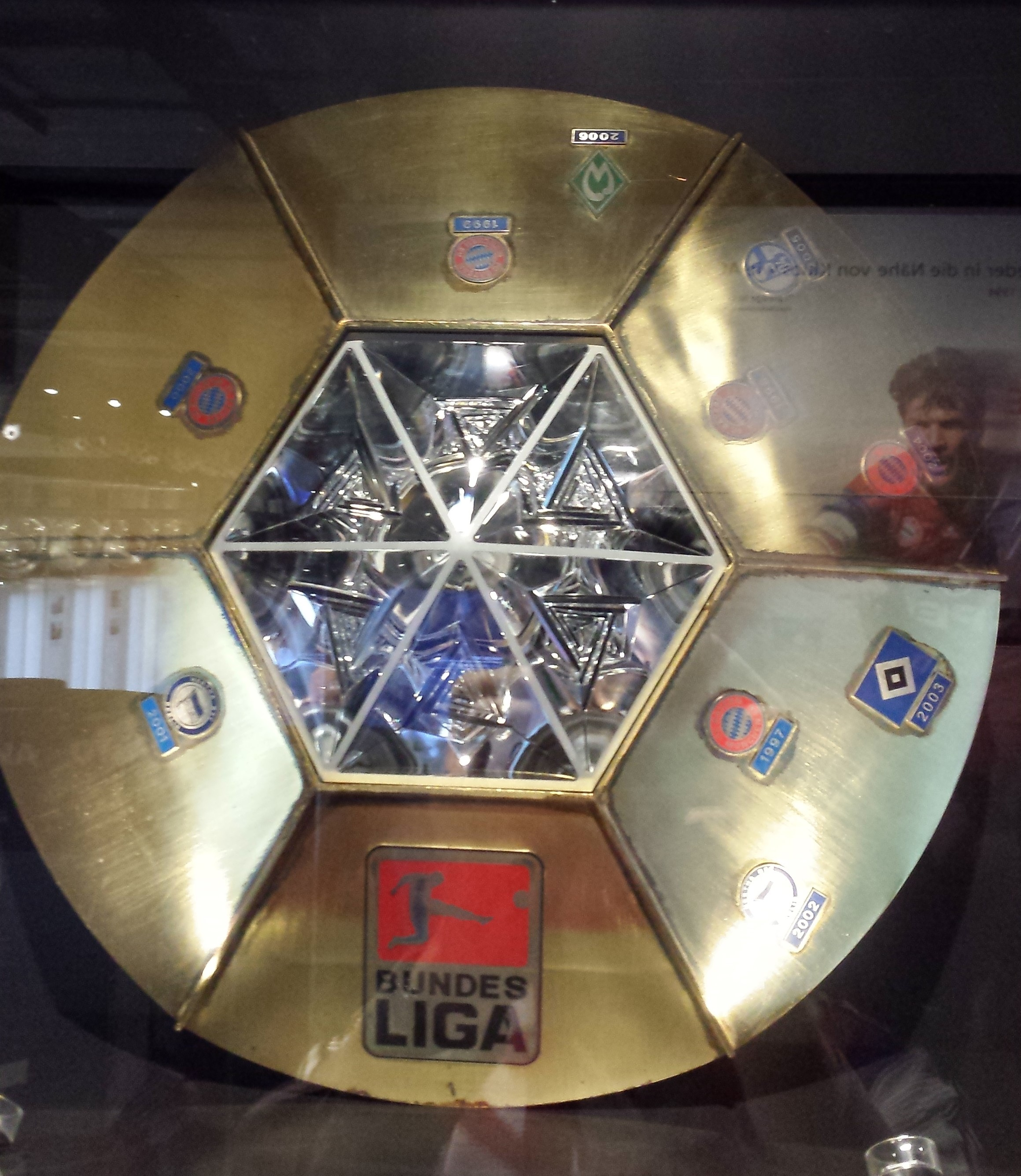
Ligapokal (1997)

- 1997: Siegertrophäe für den Deutschen Ligapokal in Form eines Sechsecks, in der Mitte befinden sich sechs brasilianische Bergkristalle[7]
- „Dom Pedro“, geschliffener Aquamarin in Form eines Obelisken mit wellenförmigen Facetten. Der Obelisk wiegt etwa 2 kg und gilt als größter geschliffener Aquamarin der Welt.[8] Seit 2012 wird das Objekt in der National Gem Collection des Smithsonian in Washington, D.C. ausgestellt.[9]
- 2013: „Visionen in Kristall“, Skulptur aus 264 einzelnen Quarzen (Bergkristall, Rauchquarz und Citrin) in einem Rahmen aus Aluminium, Gesamthöhe der Skulptur 2,10 m. Leihgabe an das Museum des Gemological Institute of America in Carlsbad (CA)
- Achatfenster für die barocke evangelische Kirche in Stipshausen[10][11][12]

## Auszeichnungen (Auswahl)
- 2015 Iron A’Design Award: In Arts, Crafts and Design
- 2013 Preis des Handwerks Rheinland-Pfalz
- 2010 The Gemmys 2010: Faceted Gems category 1. Preis, Gem Objects 2. Preis
- 2009 The Stone in the Jewelry 1. Preis, St. Petersburg, Russland
- 2007 The Gemmys 2007: Cabochon Gems 1. Preis; Specially Cut Gem 1. Preis
- 2006 The Gemmys 2006: Cabochon Gems 1. Preis; Specially Cut Gem 1. + 2. Preis; Gem Objects 1. Preis
- 2001 AGTA’s Spectrum Award 2001: International Division 1. Preis
- 2001 1. Preis „Deutscher Schmuck- und Edelsteinpreis“, Idar-Oberstein für Tom Munsteiner[13]
- 1998 AGTA’s Spectrum Award: International Division 1. Preis